# Acanthomunna proteus
Acanthomunna proteus är en kräftdjursart som beskrevs av Frank Evers Beddard 1886. Acanthomunna proteus ingår i släktet Acanthomunna och familjen Dendrotionidae.
Artens utbredningsområde är havet kring Nya Zeeland. Inga underarter finns listade i Catalogue of Life.